# 春明女子中學
春明女子中学，老北京的一所私立学校，旧址位于宣武门外大街南端路西，原为北京福建会馆（又名全闽会馆）的一部分，初为京师闽学堂，由邮传部尚书闽籍人士陈玉苍于1902年创办。翻译家福建人林纾曾任该学堂教习。民国之后一度停办。1920年校舍借给北京首善医院，1927年医院迁出。1928年在原址成立“北平春明公学女校”，1932年改名为“春明女子中学”，并设立高中。1950年改为“北京市第五女子中学”。60年代改为“菜市口中学”。现为宣武区职业教育中心学校。
女作家石评梅在1920年代初曾在该校执教。该校学生有名媛王右家（罗隆基夫人）、女作家林海音（1931年入读）、京剧演员言慧珠（约1933年入读）。还有作家张恨水的第三位夫人周南（周淑云）（约1928年入读）、政治家邓小平的夫人卓琳（浦琼英）（约1932年入读）。

## 外部來源
- 春明女子中学招生—天下真知文献资源数据库